# Ненасичений газ
Ненасичений газ (рос.газ ненасыщенный; англ. unsaturated gas; нім. ungesättigtes Gas) – вологий газ, в якого парціальний тиск пари є меншим тиску насичення при заданій температурі.
Протилежне - насичений газ.